# Le Dernier des pirates du ciel
Le Dernier des pirates du ciel (The Last of the Sky Pirates) est un roman de fantasy britannique  de Paul Stewart et Chris Riddell. C’est le quatrième volume des Chroniques du bout du monde et le premier de la Trilogie de Rémiz.

## Résumé
La Falaise a bien changé depuis que cinquante ans se soient écoulés depuis le dernier livre. La situation politique a aussi changé. Une curieuse maladie frappe les navires du ciel, dévorant leurs roches de vol et les clouant à jamais au sol. À cause de ce mal étrange, la ville de Sanctaphrax ne flotte plus dans le ciel. Quant aux Gardiens de la nuit, ils ont pris de plus en plus de contrôle sur Infraville, contraignant les bibliothécaires à fuir et habiter les égouts où ils vivent dans la clandestinité. 
Dans cette nouvelle trilogie apparait un nouveau héros, Rémiz, succédant à Spic. Sous-bibliothécaire de 13 ans, il est sélectionné pour devenir Chevalier-bibliothécaire avec deux autres jeunes : Magda et Boris. Il part donc vers les Clairières Franches, dans les Grands Bois. Pendant ce voyage, Rémiz et ses deux amis doivent croiser de nombreux dangers qu'ils franchiront grâce à plusieurs guides qui les aideront dans leur périple. Lorsque les trois amis arrivent au débarcadère du lac, lieu de leurs études, ils suivent de nombreux cours qui leur serviront à parcourir les Grands Bois et écrire un traité sur le sujet qu'ils désirent, Rémiz choisissant les ours bandar. Mais ce qu'il pensait être un voyage facile va prendre une ampleur inattendue. 
Rémiz va rencontrer le capitaine Spic, il ne le sait pas mais c'est son grand-père. Ils vont tous les deux, accompagnés d'ours bandar dont Spic s'est fait l'ami, retrouver le navire du ciel de Spic, non touché par la maladie de la pierre. Ils volent jusqu'à Sanctaphrax et délivrent Séraphin Pantephraxis, un vieil ami de Spic, de la Tour de la Nuit. 